# Lorenzo Leuzzi
Lorenzo Leuzzi (ur. 25 września 1955 w Trani) – włoski duchowny katolicki, biskup Teramo-Atri od 2017.

## Życiorys

### Prezbiterat
Święcenia kapłańskie otrzymał 2 czerwca 1984 z rąk kard. Ugo Polettiego. Inkardynowany do diecezji rzymskiej, pracował jako asystent kościelny wydziału medycyny i chirurgii Katolickiego Uniwersytetu Najświętszego Serca oraz jako duszpasterz akademicki. W 1998 został dyrektorem wydziału kurialnego ds. duszpasterstwa akademickiego.

### Episkopat
31 stycznia 2012 papież Benedykt XVI mianował go biskupem pomocniczym diecezji rzymskiej, ze stolicą tytularną Aemona. Sakry biskupiej udzielił mu 14 kwietnia 2012 wikariusz generalny diecezji rzymskiej - kardynał Agostino Vallini. Po sakrze kontynuował pracę w wydziale ds. duszpasterstwa akademickiego, następnie otrzymał także nominację na delegata ds. duszpasterstwa służby zdrowia.
23 listopada 2017 papież Franciszek mianował go biskupem diecezji Teramo-Atri.